# 長野県立丸子修学館高等学校
もしかして
- 長野県丸子修学館高等学校

ではありませんか？